# Borolia lineatissima
Borolia lineatissima är en fjärilsart som beskrevs av De Joannis 1928. Borolia lineatissima ingår i släktet Borolia och familjen nattflyn. Inga underarter finns listade i Catalogue of Life.